# Calze a compressione graduata

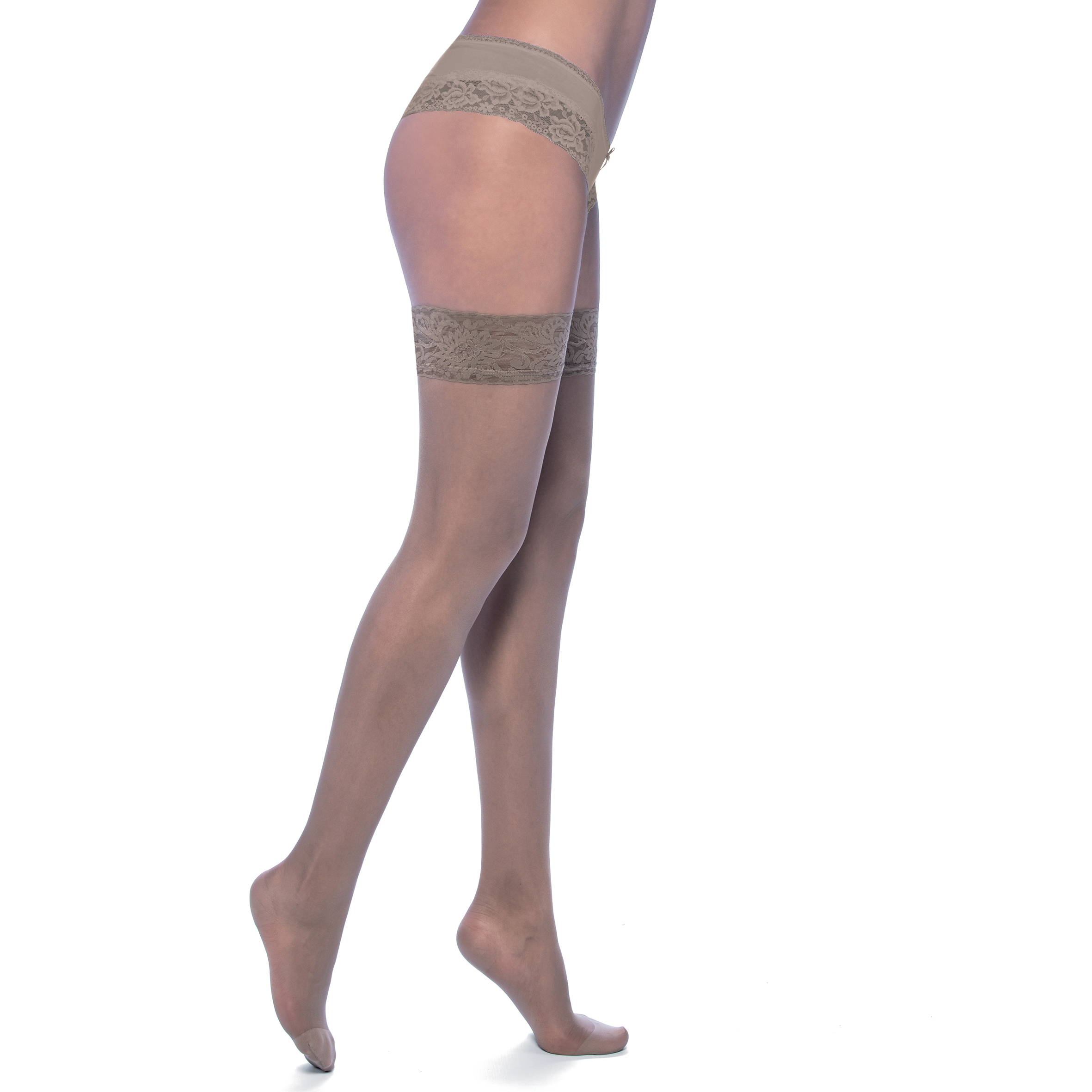
Calza autoreggente a compressione graduata

Le calze a compressione graduata (mmHg) denominate anche calze contenitive o calze elastiche, vengono utilizzate per prevenire e attenuare disturbi agli arti inferiori in caso di vene varicose (varici), trombosi venosa, e sindrome post-trombotica.
In Italia esistono aziende storiche e specializzate per la produzione di questo tipo di prodotto, una delle più importanti è a Somma Lombardo nel Varesotto, e il commercio negli ultimi anni è aumentato sia per i collant che per gambaletti e calze autoreggenti. Anche la vendita online è in forte crescita. 
Questo tipo di dispositivo è utilizzato anche dalle assistenti di volo, il motivo è per fattori prettamente legati alla prevenzione e alla salute, in quanto la pressione all'interno dell'aeromobile è bassa, esattamente come in montagna, e questa condizione può portare a gonfiori alle gambe se non addirittura a trombosi. Le calze a compressione graduata sono prodotti belli e alla moda e vengono utilizzate tutto l'anno (soprattutto nei periodi caldi) per alleviare gonfiori dovuti alla scarsa circolazione e per attenuare la stanchezza.
Ha trattato l'argomento con diversi articoli anche Susanna Messaggio, approfondendo temi quali l'insufficienza venosa e come prodotti a compressione graduata possono migliorare il recupero e le prestazioni sportive.

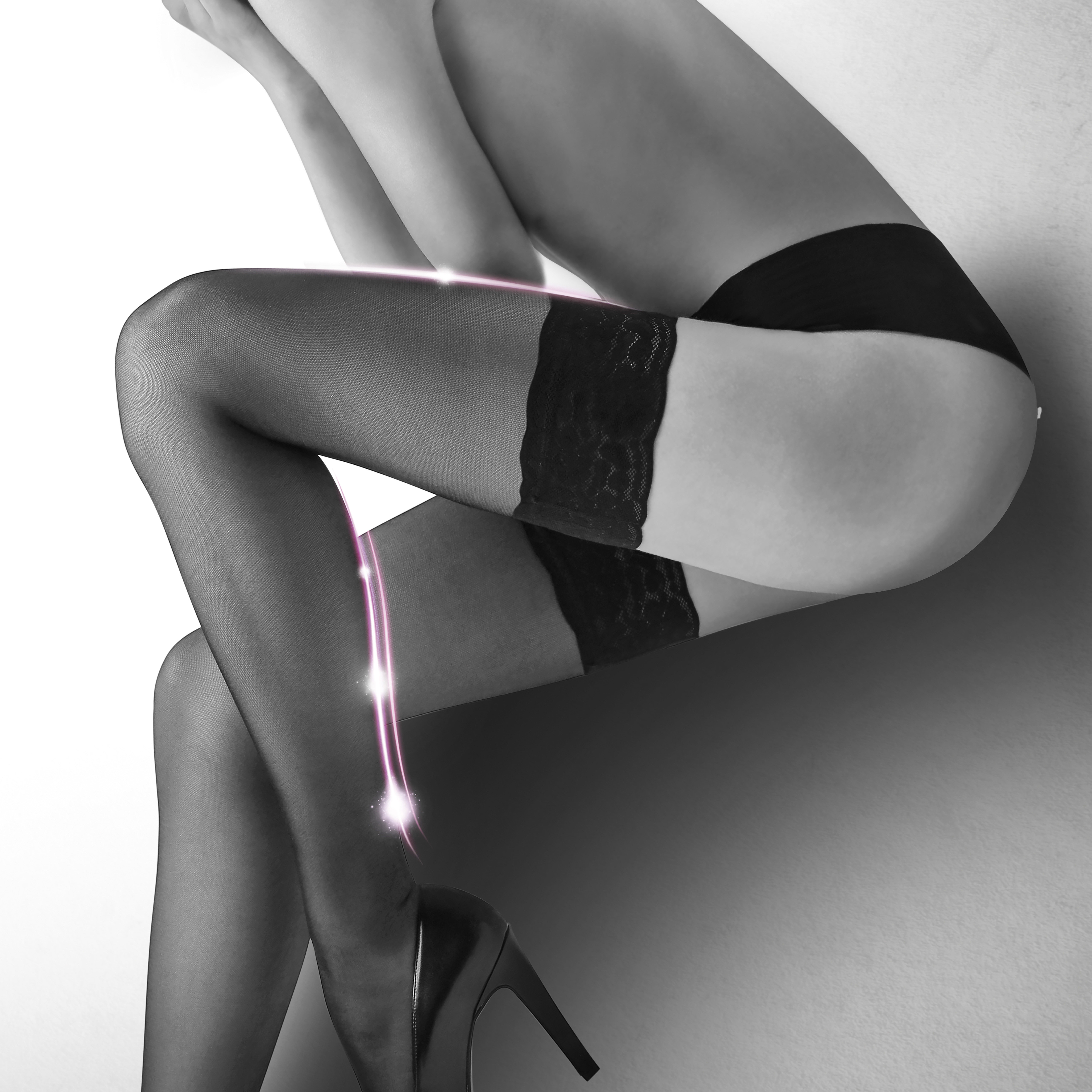

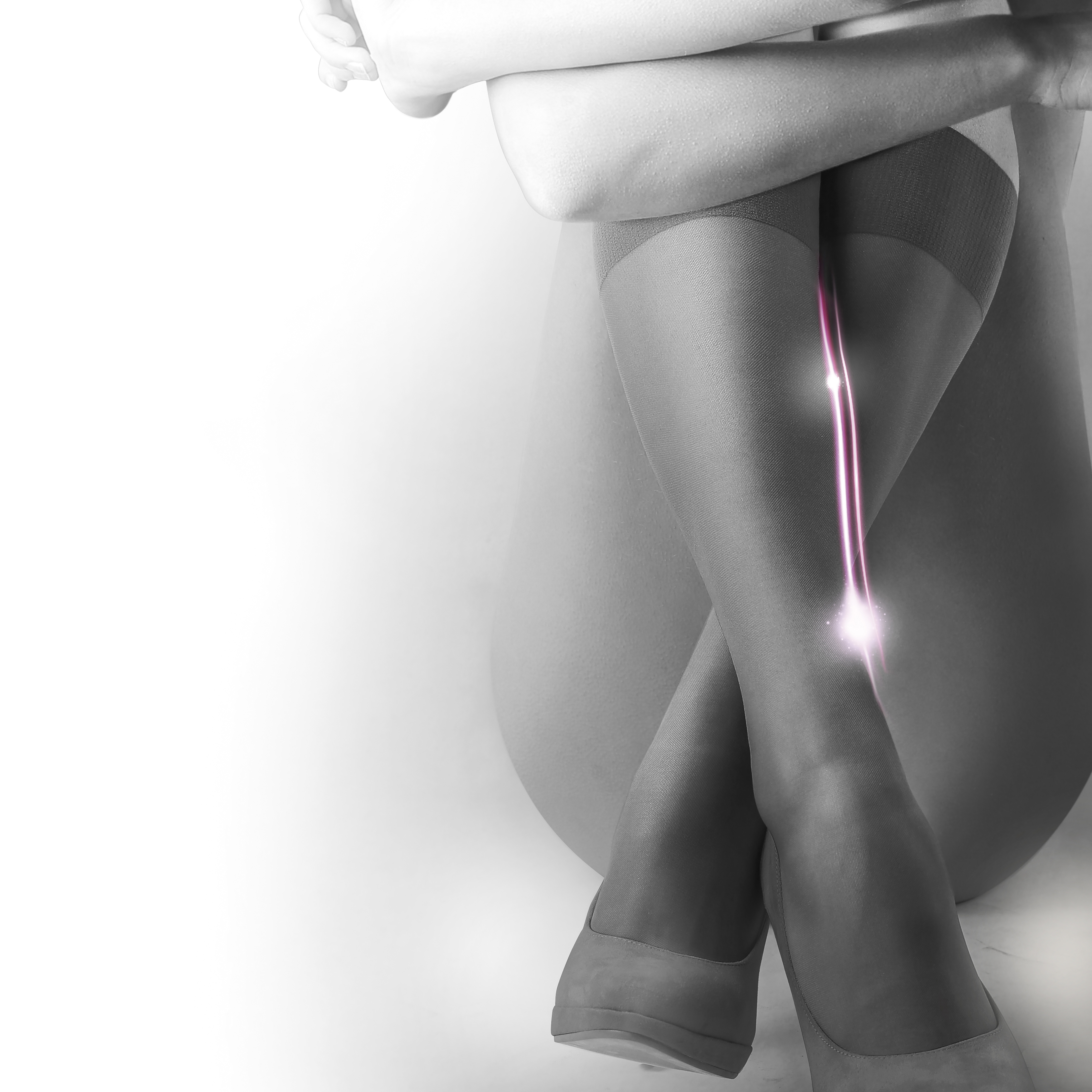

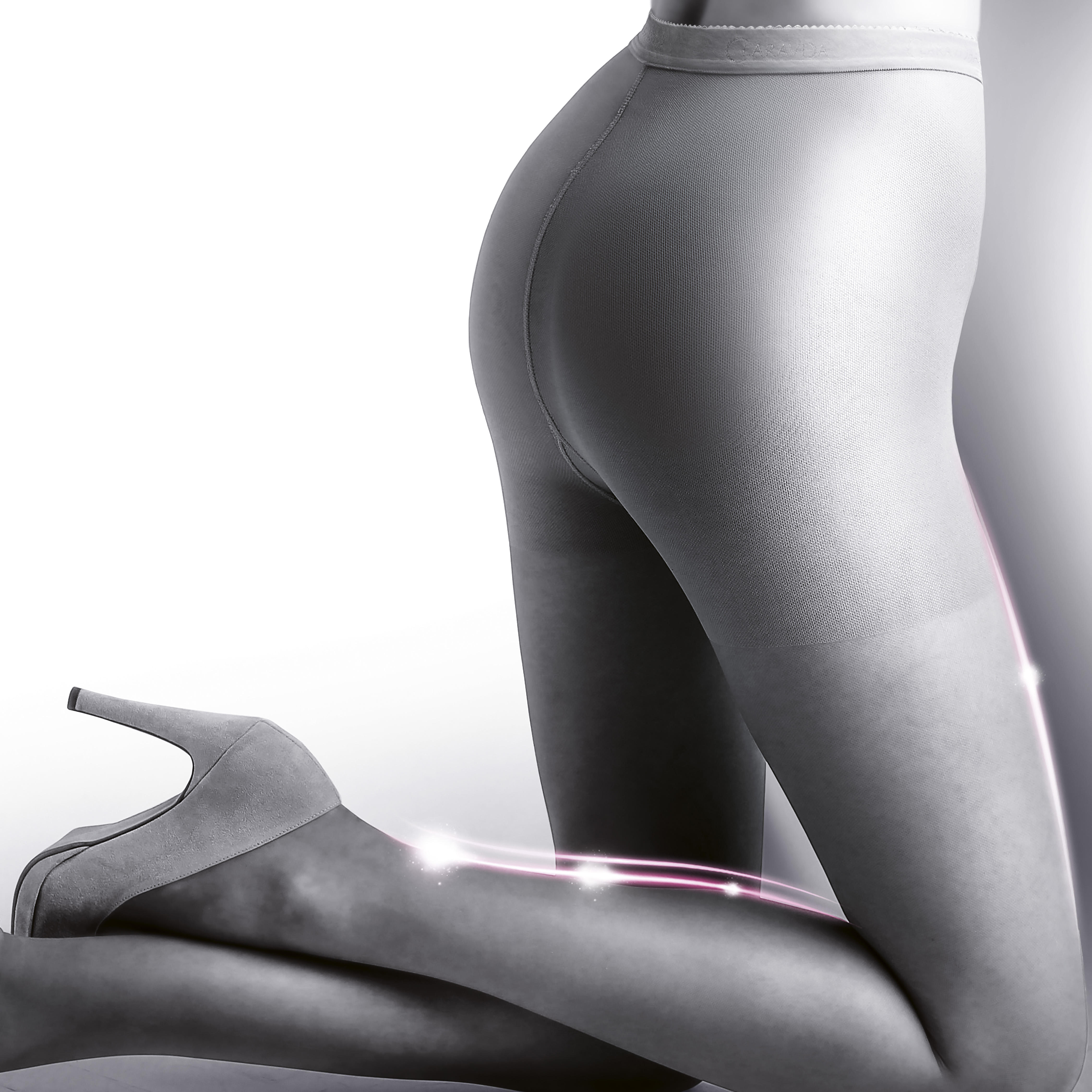